# Distrikt Paca
Der Distrikt Paca liegt in der Provinz Jauja in der Region Junín in Zentral-Peru. Der Distrikt wurde am 30. September 1943 gegründet. Er besitzt eine Fläche von 34 km². Beim Zensus 2017 wurden 938 Einwohner gezählt. Im Jahr 1993 lag die Einwohnerzahl bei 1698, im Jahr 2007 bei 1251. Sitz der Distriktverwaltung ist die etwa 3390 m hoch gelegene Ortschaft Paca mit 627 Einwohnern (Stand 2017). Paca befindet sich 7 km nördlich der Provinzhauptstadt Jauja.

## Geographische Lage
Der Distrikt Paca befindet sich im Andenhochland am Westrand der peruanischen Zentralkordillere nordzentral in der Provinz Jauja. Das Gebiet umfasst den nördlichen Teil des Sees Laguna de Paca.
Der Distrikt Paca grenzt im Westen und im Norden an den Distrikt Acolla, im Osten an die Distrikte Yauli und San Pedro de Chunán sowie im Süden an den Distrikt Pancán.